# Los Living
Los Living es una novela del escritor argentino Martín Caparrós, publicada por Anagrama en 2011, ganadora del XXIX premio Herralde de Novela.

## Trama
Nito, protagonista de esta novela, nace justo el día en que Juan Domingo Perón muere; este hecho, innegable metáfora de la transformación de un país, nos muestra una Argentina que deja de ser la nación de los discursos para convertirse en la Argentina de los militares y terminar siendo la de los políticos ladrones. 
Todo ello sirve como trasfondo para una serie de relatos sobre la vida del protagonista, las personas que comparten su existencia y aquellas que mueren a su alrededor. En este entramado de historias, lo verdaderamente importante de contar es la relación entre los vivos y los muertos; relación en la que los primeros quieren jugar a ser muy vivos y los segundos se convierten en grandes incomprendidos.
- Datos: Q2836820